# Buckland (Gloucestershire)
Buckland – wieś w Anglii, w hrabstwie Gloucestershire, w dystrykcie Tewkesbury. Leży 31 km na północny wschód od miasta Gloucester i 134 km na północny zachód od Londynu.